# ダグ・フリー
ダグ・フリー（Doug Free、1984年1月16日 - ）はウィスコンシン州マニトワック出身の元アメリカンフットボール選手。NFLのダラス・カウボーイズに所属していた。ポジションはタックル。

## 経歴
北イリノイ大学から2007年のNFLドラフト4巡でダラス・カウボーイズに指名されて、開幕ロースター53人の中にも残った。この年、1試合に出場した。
2008年は、開幕から第13週までインアクティブ、残り3試合でも出場はなかった。
2009年11月15日のグリーンベイ・パッカーズ戦で先発右タックルのマーク・コロンボが腓骨を骨折したため、翌週のワシントン・レッドスキンズ戦で初先発、その後シーズン終了まで右タックルで先発出場した。彼が入団当時のオフェンスラインのリーダーは、フローゼル・アダムスであった。
2010年4月1日、先発左タックルのフローゼル・アダムスが解雇されたことから、スターターとなり、シーズン序盤にリーグ屈指のパスラッシャー、マリオ・ウィリアムズやジュリアス・ペッパーズらを抑えた。
2011年7月26日、カウボーイズと4年3200万ドル（1700万ドルの保障）で契約延長を果たした。この年、ドラフト1巡でタイロン・スミスが指名されたことから、右タックルにコンバートされた。
2012年シーズンも、先発右タックルを務めたが7サックを許し、ホールディング5回、フォルススタート7回と反則も多く、期待外れの出来に終わった。シーズン終了後、カウボーイズは2013年700万ドルを受け取ることとなっている彼との、契約見直しを行い、2013年、2014年の2年間で700万ドルの契約を結んだ。
2014年、彼はプロボウルに3人が選ばれたカウボーイズのオフェンスラインのリーダーであった。第6週のシアトル・シーホークス戦の終盤に右足を捻挫、3試合に欠場、シーズン終盤にも左足首の骨折で、プレーオフ2試合を含む4試合に欠場した。
2015年3月7日、3年1500万ドルでカウボーイズと再契約を結んだ。この年全16試合に先発出場したが、チーム最多の9回のペナルティを受けた。
2016年も全16試合に先発出場したが、脚や足首の怪我により、出場機会は減少した。2017年3月11日、現役引退を表明した。